# Indre Østfold
Indre Østfold è un comune norvegese della contea di Østfold.
È composto dagli ex comuni di Askim, Eidsberg, Hobøl, Spydeberg e Trøgstad.